# ルーネンバーグ
ルーネンバーグ（英語: Lunenburg）は、カナダのノバスコシア州ルーネンバーグ郡にある港町。2021年の人口は2,396人。州の南海岸、マホン湾西側の半島に位置し、ハリファックスより南西100km前後にある。「北米で最も美しい」といわれる。

## 歴史

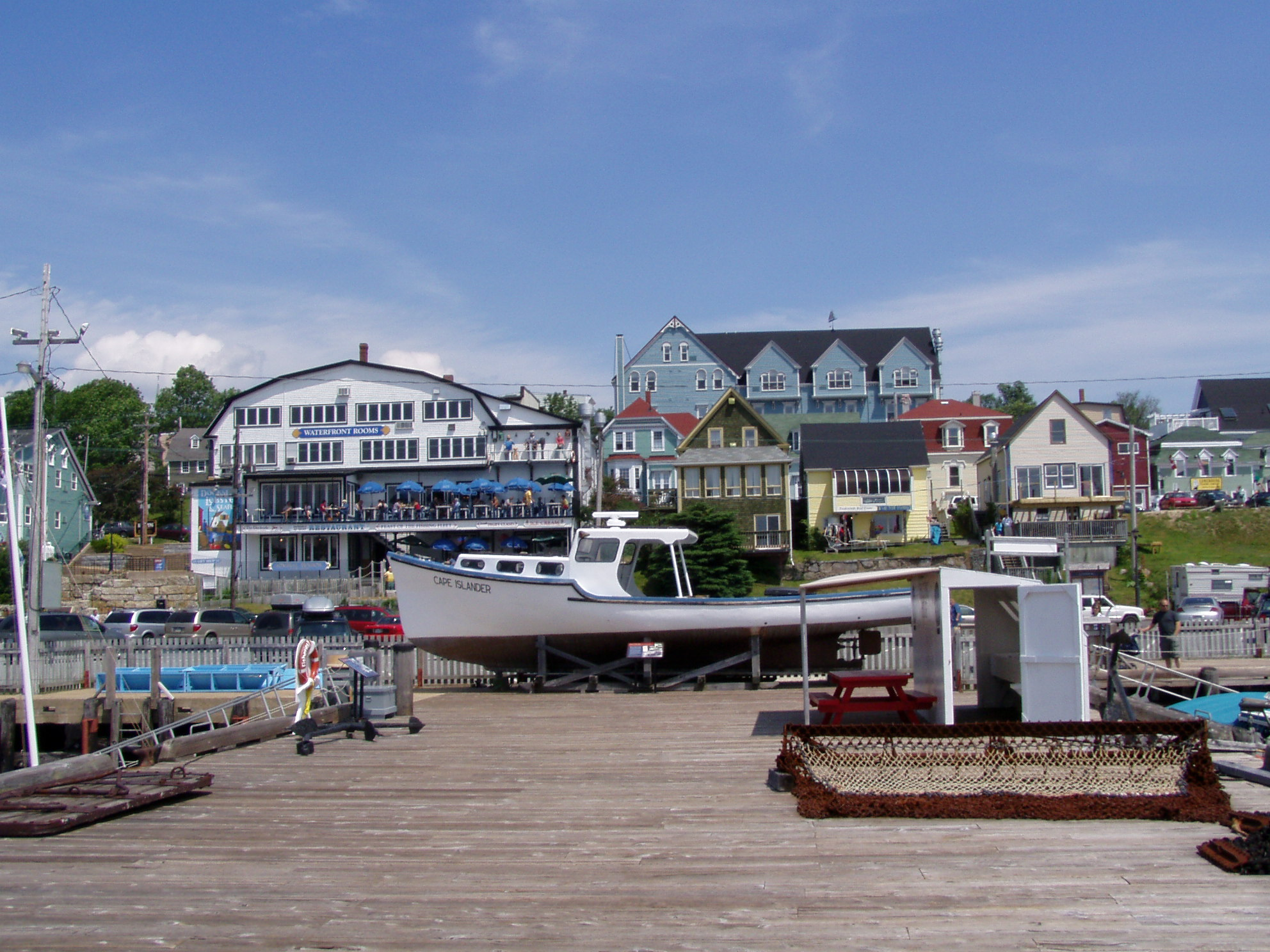
ルーネンバーグの沿岸

ルーネンバーグは1753年に建てられた都市で、その名前はイギリス国王ジョージ2世にちなんでいる。彼はブラウンシュヴァイク＝リューネブルクの支配者でもあったからである。
ルーネンバーグに当初住んでいた人々は、その多くがラインラント出身のゲルマン系と、モンベリアール出身のフランス人プロテスタントたちだった。彼らは、ペンシルベニア・ダッチを生み出したのと同じ時期に移住してきた人々である。彼らはイギリスによってこの地に入植するよう後押しされた「外国人プロテスタント」であった。当時の家族とその末裔の多くはこの町にとどまり続けたので、今日も彼らはルーネンバーグの発展に影響を及ぼしている。
かつては、重要な海港や造船所として栄えたが、現在の町は中小企業や、ハイ・ライナー・フーズ（High Liner Foods）のような工場が多く存在している。ハイ・ライナー・フーズはかつてカナダ最大級の魚加工業者であった。

## 産業

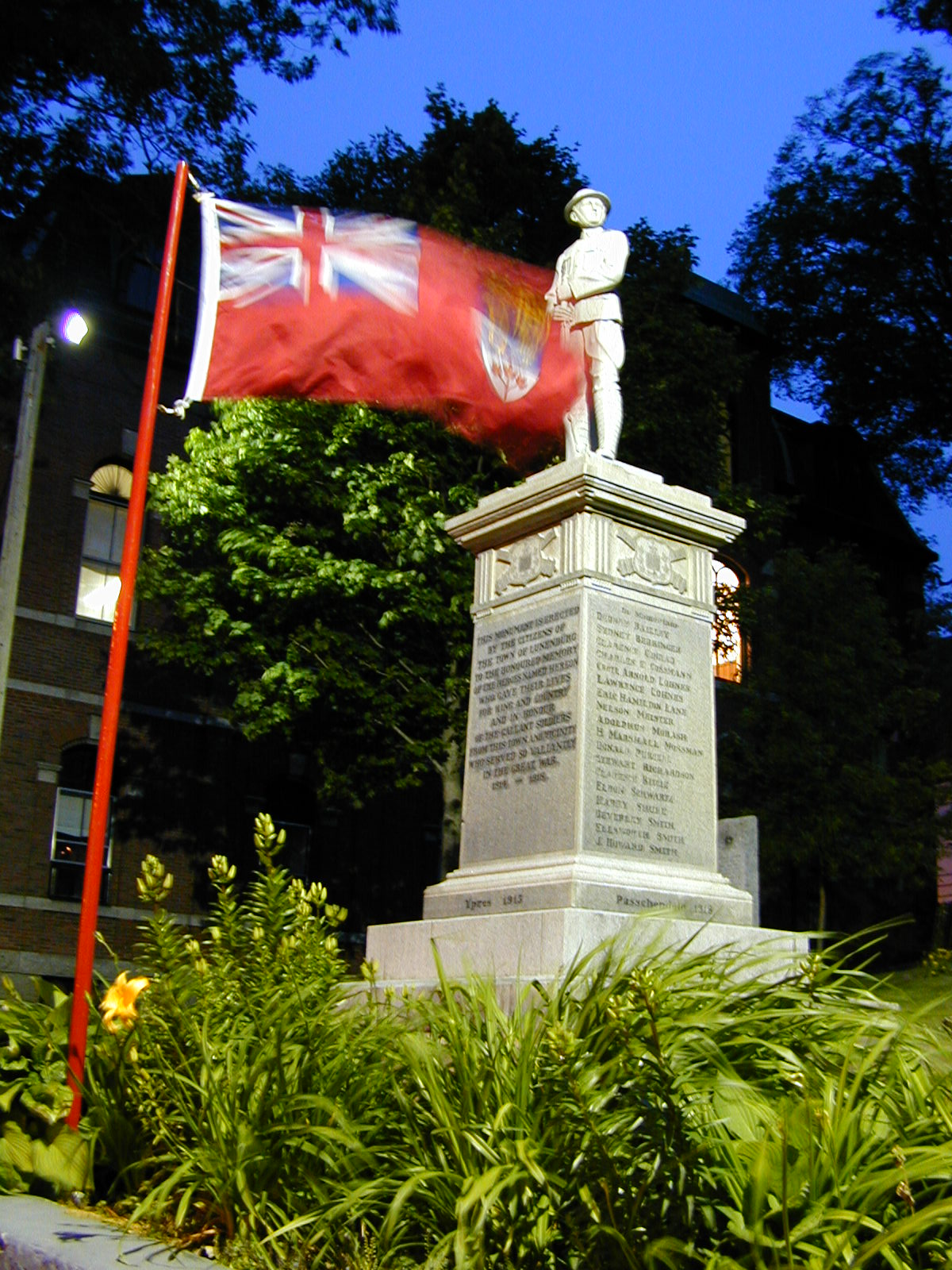
ルーネンバーグの第一次世界大戦記念碑

ルーネンバーグは、世界的に有名なスクーナー船「ブルーノーズ」号とその後継船「ブルーノーズII」の生まれた場所で、後者は今でも母港にあたるこの町において、観光の目玉のひとつとなっている。 観光業は現在のルーネンバーグにおける最大の産業であり、毎年何千人もの観光客が訪れるため、観光客向けのホテル、レストラン、店舗などが多くある。また、大西洋漁業博物館もある。

## 世界遺産
ルーネンバーグの歴史的な町並みは、1995年にユネスコの世界遺産に登録された。かつての大英帝国が築いた北米植民都市の特色をよく残していることがその理由である。

## ギャラリー

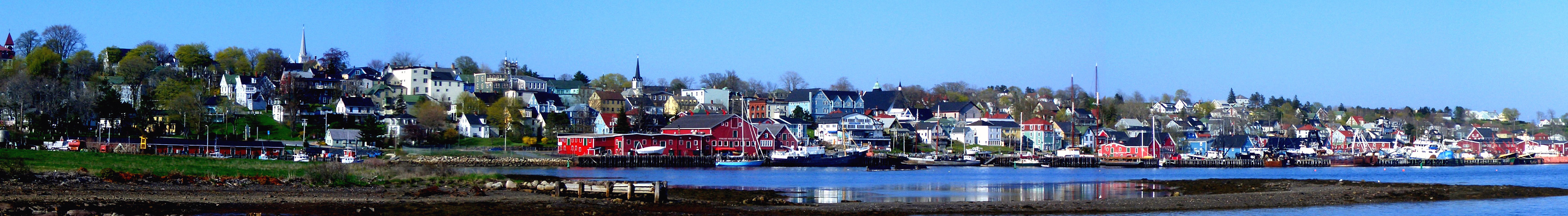
パノラマ写真

### 登録基準
この世界遺産は世界遺産登録基準のうち、以下の条件を満たし、登録された（以下の基準は世界遺産センター公表の登録基準からの翻訳、引用である）。
- (4) 人類の歴史上重要な時代を例証する建築様式、建築物群、技術の集積または景観の優れた例。
- (5) ある文化（または複数の文化）を代表する伝統的集落、あるいは陸上ないし海上利用の際立った例。もしくは特に不可逆的な変化の中で存続が危ぶまれている人と環境の関わりあいの際立った例。